# David de Gea
David de Gea Quintana (ejtsd: [de heá]) (Madrid, 1990. november 7. –) spanyol válogatott labdarúgókapus, a Fiorentina játékosa. Évekig a világ egyik legjobb kapusának tekintették.
De Gea az Atlético Madrid csapatában kezdte meg pályafutását, 2009-ben, mindössze 18 évesen mutatkozott be a felnőtt csapatban. Azt követően, hogy a fővárosi csapat első számú kapusa lett és megnyerte színiekben az Európa-ligát, felhívta magára a Manchester United figyelmét, akikhez 2011 nyarán csatlakozott 18,9 millió fontért, ami akkor brit rekord volt egy kapusért.
Az angol rekordbajnoknál eltöltött évei során több, mint 500 alkalommal lépett pályára és a csapat történetében ő rendelkezik a legtöbb kapott gól nélküli mérkőzéssel. A United játékosaként angol bajnok lett, egy FA-Kupa, egy ligakupa-, három angol szuperkupa-, és egy Európa-liga cím mellett. Sorozatban három évben (és összességében négyszer) a szezon játékosának választották a Unitednél, az első játékos lett a csapat történetében, aki ezt kiérdemelte. Sorozatban négy (összesen öt) PFA Év csapata elismerést kapott, 2015 és 2018 között. 2018-ban helyet kapott a FIFPro World11-ben is.
Iker Casillas utódjának tekintették, mint a spanyol válogatott hosszú távú kapusa, a 2011-ben és 2013-ban Európa-bajnokságot nyerő U21-es válogatott csapatkapitánya volt és részt vett a 2012-es olimpián. 2014-ben mutatkozott be a felnőtt válogatottban és a keret tagja volt azon év világbajnokságára. A 2016-os Európa-bajnokság és a 2018-as világbajnokság idején már a kezdő kapus volt, de 2020-ra elvesztette helyét.

## Pályafutása

### Atlético Madrid
Az Atlético de Madrid ifjúsági csapatában töltötte élete első profi szezonját, a Segunda B-ben.
Már 18 évesen bemutatkozhatott az első csapatban, 2009. szeptember 30-án a megsérült Robertót váltva egy FC Porto elleni BL-csoportmérkőzésen, amelyen végül vereséget szenvedett a csapat (2–0).
Három nappal később, de Gea a bajnokságban is bemutatkozhatott, egy hazai, Real Zaragoza elleni 2–1-es győztes meccsen, ahol a 19. percben büntetőt érően szabálytalankodott, de a rákövetkező Marko Babić-lövést hárította. Asenjo hibáinak köszönhetően, és Quique Sánchez Flores érkezésével kezdő kapusként fejezte be a szezont.
A 2009–2010-es idénynek egyértelműen a matracosok első számú kapusaként vágott neki, klubja pedig egészen az Európa-liga döntőjéig menetelt, ahol 2–1-re legyőzte a Fulham FC csapatát, így elhódította a trófeát.
De Gea a 2010-es UEFA-szuperkupa mérkőzésén az Internazionale elleni mérkőzésen a 90. percben Diego Milito büntetőjét megfogta, így csapata 2–0-ra győzött, amivel elhódította a Európai szuperkupát.

### Manchester United

#### Első évek
Több hetes huzavona után 2011. június 29-én a Manchester United hivatalosan is bejelentette, hogy a visszavonuló Edwin van der Sar helyére David de Gea érkezik. Egyes hírek szerint a kapus 18,5 ellenében érkezett az Old Traffordra egy öt évre szóló szerződéssel.
Eleinte sok bírálatot kapott a szigetországi sajtótól, azonban idővel hozzászokott a Premier League követelményeihez, és biztos pont volt a manchesteriek kapujában. A 2012–2013-as idény végén bajnoki címet ünnepelhetett, majd a következő szezon elején a Community Shieldet is megnyerte.

#### 2015–2016-os szezon
Többször próbálta megszerezni de Geát a Real Madrid. 2015 augusztusában Louis van Gaal azt nyilatkozta, hogy De Gea nem fog játszani, mert nem biztos jövője a csapatban. Augusztus 13-án a holland menedzser azt mondta, hogy De Gea megkérte Frans Hoek kapusedzőt, hogy ne szerepeljen a keretben. A spanyol kapus azt nyilatkozta, hogy soha nem kérte ezt, de nem sokkal később az utánpótlás csapattal kezdett edzeni. Augusztus 31-én a Real Madrid és a Manchester United megegyezett a játékos átigazolásáról, 29 millió fontért és Keylor Navas-ért cserében. Az átigazolás végül nem született meg, mert a United túl későn küldte el a dokumentumokat.
Szeptember 11-én, 2016 nyarán lejáró szerződését meghosszabbította 2019-ig, négy plusz egy éves opciós szerződéssel. De Gea úgy nyilatkozott, próbálja elfelejteni a nyári átigazolási időszakot, és csak a jövőre gondol, mivel a Manchester Uniteddel jó esélyt lát sikeres pályafutásának folytatására. Kemény edzéssel és hozzáállással hamar visszakerült a kezdőcsapatba, és Louis van Gaal is első számú kapusként számolt vele. Tizenkét nappal később, ugyan csak kilenc percig, de először a Vörös Ördögök csapatkapitánya volt. A szezon végén ugyan a BL indulásról lemaradt a United, három év után újra trófeát nyertek, miután legyőzték a Crystal Palacet az FA-kupa döntőjében. A szurkolók sorozatban harmadszor választották meg az idény játékosának és nevezték a PFA Év csapatába is.
2016 májusában megkapta a Szezon védése díjat a BBC-től, sorozatban harmadjára, a Watford elleni védéséért 2015. november 21-én. A szezon utolsó bajnokiján múlt, hogy ő és Petr Čech megosztja-e az aranykesztyű díjat. Chris Smalling hosszabbításban szerzett öngólja miatt végül meg kellett elégednie a második hellyel.

#### 2016–2018: José Mourinho alatt
José Mourinho kinevezését követően De Gea az angol szuperkupában mutatkozott be, az angol bajnok Leicester City ellen. A United 2–1-re diadalmaskodott. A bajnokság első három mérkőzéséből kettőt lehozott kapott gól nélkül, a Southampton és a Hull City ellen. Kezdőként játszott a Chelsea elleni 4–0-ás vereség során, ami csapata legnagyobb veresége volt a Manchester City elleni 6–1-es mérkőzés óta 2011-ben.
2017. április 20-án megválasztották a PFA Év csapatába, pályafutása során negyedjére.
2017. szeptember 17-én, a bajnokság ötödik fordulójában az Everton ellen szezonja negyedik kapott gól nélküli mérkőzését játszotta, ami egyben a századik volt a United színeiben.
Ugyanezen év decemberében az Arsenal ellen 14 védése volt, amivel megdöntötte Tim Krul és Vito Mannone rekordját a legtöbb védésért egy Premier League-mérkőzésen.
2018. április 18-án ötödik alkalommal is beválasztották a PFA Év csapatába, az egyetlen United-játékosként, akinek ezt sikerült elérnie. 2018. május 11-én a West Ham ellen játszotta 18. kapott gól nélküli mérkőzését és megszerezte első aranykesztyű díját, amióta csatlakozott az angol csapathoz.

#### 2018–2019-es szezon
A 2018–2019-es szezon első 25 mérkőzésén De Gea mindössze ötször nem kapott gólt. 2019 elején viszont ugyanennyit ért el nyolc pályára lépés során, amik között volt a Tottenham Hotspur elleni 1–0-ás végeredményű bajnoki, amin tizenegyszer védett. Ez a második legtöbb a Premier League történetében, saját rekordja (14) mögött, amit az Arsenal ellen állított be egy évvel korábban. Kapott gól nélküli mérkőzése a Liverpool ellen február 24-én a századikja volt a Manchester United színeiben, amivel a hetedik játékos lett, aki ezt a mérföldkövet elérte egyetlen csapat játékosaként és a második United-hálóőr Peter Schmeichel után. Márciusban és áprilisban formája gyengült, kritizálták, amiért hibákat vétett az Arsenal, a Barcelona, az Everton, a Manchester City és a Chelsea ellen is. A szezont mindössze 7 kapott gól nélküli mérkőzéssel zárta 38 mérkőzésen, ami legrosszabb teljesítménye volt, amióta Manchesterbe szerződött.

#### 2019–2020-as szezon
2019. július 3-án a United új szerződést ajánlott a kapusnak. 2019. augusztus 11-én De Gea kezdőként játszott csapata első bajnokiján a Chelsea ellen és nem kapott gólt a United 4–0-ás győzelme során. 2019. szeptember 16-án a United bejelentette, hogy De Gea négy éves szerződést írt alá a csapattal.
2019 októberében megsérült egy válogatott mérkőzésen, így nem volt biztos, hogy kezdeni tud a Liverpool elleni derbin. Ennek ellenére kezdett az 1–1-es végeredménnyel záruló találkozón.
A Manchester United első mérkőzése a Covid19-pandémia következtében tartott szünet után a Tottenham Hotspur ellen volt, amin De Gea nagy hibát vétett és a csapata nem tudott nyerni. Ez azt követően történt, hogy a szezonban már hibázott a Crystal Palace, a Watford és az Everton ellen is. Ennek következtében a rajongók arra szólították fel a menedzsert, hogy Dean Henderson legyen a csapat első számú kapusa. Ennek ellenére Ole Gunnar Solskjær azt nyilatkozta, hogy „egy nap Henderson Anglia és a United egyese lesz,” de De Gea jelenleg „a világ legjobb kapusa.” Mindezek ellenére De Gea még hibázott a szezonban, a Chelsea elleni FA-Kupa elődöntőben közvetlen szerepe volt a londoni csapat egyik góljában, a United 3–1-re kapott ki. Ez egy héttel azt követően történt, hogy a játékos megdöntött több rekordot is, többek között a United színeiben legtöbbször szereplő nem brit és nem ír játékos lett és 400. alkalommal lépett pályára vörös mezben július 13-án. Három nappal később 112. alkalommal hozott le egy mérkőzést kapott gól nélkül, beállítva Peter Schmeichel Premier League-rekordját. A szezon utolsó napján döntötte meg a rekordot.

#### 2020–2021-es szezon: Rivalizálás Dean Hendersonnal
Dean Henderson visszatérése kölcsönből azt jelentette, hogy hosszú idő után először De Gea úgy kezdett meg egy szezont, hogy volt egy igazi kihívója a cserepadon. Ole Gunnar Solskjær első számú kapusaként kezdte a szezont, mindössze két bajnokit hagyott ki az első huszonhatból. Nem játszott a West Ham United ellen 2020. december 5-én és december 17-én a Sheffield United ellen. Az első mérkőzést sérülés miatt hagyta ki. 2021. február 2-án De Gea 90 percet játszott és nem kapott gólt a United Southampton elleni 9–0-ás rekordgyőzelme során.
A hat UEFA-bajnokok ligája csoportmérkőzésből ötön kezdett, de azt követően, hogy a csapat harmadik lett és kiesett az Európa-ligába, Henderson kezdett a kieséses szakaszban. 2021 márciusának elején De Gea visszatért Spanyolországba gyermeke születésére, ami azt jelentette, hogy Henderson lett az első számú kapus a bajnokságban és De Gea inkább az Európa-ligában játszott. A Granada elleni negyeddöntőben mindkét mérkőzést lehozta kapott gól nélkül. Május 6-án az AS Roma elleni visszavágóban kilenc védést mutatott be. Május 26-án az Európa-liga döntőjében kihagyta csapata tizenegyedik tizenegyesét a büntetőpárbajban, így 11–10-re kikapott a United.

#### 2021–2022-es szezon
De Gea első mérkőzését a szezonban a Leeds United ellen játszotta, ahol egy gólt kapott. Első kapott gól nélküli mérkőzését a Wolverhampton Wanderers ellen játszotta. Az ötödik bajnoki mérkőzésen 2016 óta először megfogott egy büntetőt, mikor kivédte Mark Noble lövését, bebiztosítva a United győzelmét a West Ham United ellen.

#### 2022–2023-as szezon: United-rekordok
2022. október 16-án a tizenegyedik játékosként a csapat történetében 500. alkalommal lépett pályára. 2023 február 13-án 400. alkalommal szerepelt a Premier League-ben, amivel az első külföldi játékos lett, aki átlépte ezt a mérföldkövet egy csapat színeiben. Hat nappal később beállította Peter Schmeichel United-rekordját, lejátszva 180. kapott gól nélküli mérkőzését. 2023. február 26-án döntötte meg a rekordot, a Newcastle United elleni ligakupa-döntőben. 2023 februárjában két védését is jelölték a hónap védése díjra a Premier League-ben. Ugyanebben a szezonban megnyerte második Premier League-aranykesztyűjét pályafutása során, amit a Wolverhampton Wanderers ellen biztosított be, 2023. május 13-án. 2023. július 1-én lejárt a szerződése a csapattal, tizenkét év elteltével, ennek ellenére a United megerősítette, hogy még folytatódnak a tárgyalások a kapussal egy újabb szerződésről. 2023. július 8-án a játékos hivatalosan is bejelentette, hogy elhagyja a csapatot. Ő volt az egy évtizeddel korábbi bajnokcsapat utolsó tagja, aki elhagyta a Unitedet és ezzel az utolsó, aki játszott Sir Alex Ferguson alatt.

### Fiorentina
Azt követően, hogy a 2023–2024-es szezont csapat nélkül töltötte, 2024 augusztusában aláírt a Fiorentinához. Augusztus 22-én mutatkozott be a Puskás Akadémia elleni UEFA Konferencia Liga-rájátszás-mérkőzésen. Október 6-án kivédett két büntetőt az AC Milan ellen, bebiztosítva egy 2–1-es győzelmet.

## A válogatottban
A 2007-ben Európa-bajnokság megnyeréséhez és ugyanebben az évben a világbajnokság ezüstérméhez segítette a spanyol U17-es csapatot.
A 2011-ben megrendezett U21-es labdarúgó-Európa-bajnokság győztese lett a spanyol U21-es csapattal. A torna során mindössze 2 gólt kapott a fiatal hálóőr. 2013-ban a címét megvédő csapatnak is tagja volt.
Első felnőtt válogatott mérkőzésére 2014. június 8-án Salvador ellen került sor, a mérkőzés 2-0-s spanyol sikert hozott, tehát kapott gól nélkül debütált. Kerettag volt a brazíliai világbajnokságon, de pályára nem lépett. Vicente del Bosque nevezte a 2016-os Eb-keretbe is. A kontinenstornán a spanyolok minden mérkőzésén ő állt a kapuban, azonban az olaszok elleni 2-0-s vereséget követően címvédőként már a nyolcaddöntőben kiestek.

## Statisztikái

### Klub
2024. december 29-én lett frissítve.
| Klub              | Szezon           | Liga               | Liga | Liga  | Kupa | Kupa  | Ligakupa | Ligakupa | Európai | Európai | Egyéb | Egyéb | Összesen | Összesen |
| Klub              | Szezon           | Bajnokság          | P.   | Gólok | P.   | Gólok | P.       | Gólok    | P.      | Gólok   | P.    | Gólok | P.       | Gólok    |
| ----------------- | ---------------- | ------------------ | ---- | ----- | ---- | ----- | -------- | -------- | ------- | ------- | ----- | ----- | -------- | -------- |
| Atlético Madrid B | 2008–2009        | Segunda División B | 35   | 0     | —    | —     | —        | —        | —       | —       | —     | —     | 35       | 0        |
| Atlético Madrid   | 2009–2010        | La Liga            | 19   | 0     | 7    | 0     | —        | —        | 9       | 0       | —     | —     | 35       | 0        |
| Atlético Madrid   | 2010–2011        | La Liga            | 38   | 0     | 5    | 0     | —        | —        | 5       | 0       | 1     | 0     | 49       | 0        |
| Atlético Madrid   | összesen         | összesen           | 57   | 0     | 12   | 0     | —        | —        | 14      | 0       | 1     | 0     | 84       | 0        |
| Manchester United | 2011–2012        | Premier League     | 29   | 0     | 1    | 0     | 0        | 0        | 8       | 0       | 1     | 0     | 39       | 0        |
| Manchester United | 2012–2013        | Premier League     | 28   | 0     | 5    | 0     | 1        | 0        | 7       | 0       | —     | —     | 41       | 0        |
| Manchester United | 2013–2014        | Premier League     | 37   | 0     | 0    | 0     | 4        | 0        | 10      | 0       | 1     | 0     | 52       | 0        |
| Manchester United | 2014–2015        | Premier League     | 37   | 0     | 5    | 0     | 1        | 0        | —       | —       | —     | —     | 43       | 0        |
| Manchester United | 2015–2016        | Premier League     | 34   | 0     | 6    | 0     | 1        | 0        | 8       | 0       | —     | —     | 49       | 0        |
| Manchester United | 2016–2017        | Premier League     | 35   | 0     | 1    | 0     | 5        | 0        | 3       | 0       | 1     | 0     | 45       | 0        |
| Manchester United | 2017–2018        | Premier League     | 37   | 0     | 2    | 0     | 0        | 0        | 6       | 0       | 1     | 0     | 46       | 0        |
| Manchester United | 2018–2019        | Premier League     | 38   | 0     | 0    | 0     | 0        | 0        | 9       | 0       | —     | —     | 47       | 0        |
| Manchester United | 2019–2020        | Premier League     | 38   | 0     | 1    | 0     | 2        | 0        | 2       | 0       | —     | —     | 43       | 0        |
| Manchester United | 2020–2021        | Premier League     | 26   | 0     | 0    | 0     | 0        | 0        | 10      | 0       | —     | —     | 36       | 0        |
| Manchester United | 2021–2022        | Premier League     | 38   | 0     | 1    | 0     | 0        | 0        | 7       | 0       | —     | —     | 46       | 0        |
| Manchester United | 2022–2023        | Premier League     | 38   | 0     | 6    | 0     | 2        | 0        | 12      | 0       | —     | —     | 58       | 0        |
| Manchester United | Összesen         | Összesen           | 415  | 0     | 28   | 0     | 16       | 0        | 82      | 0       | 4     | 0     | 545      | 0        |
| Fiorentina        | 2024–2025        | Serie A            | 14   | 0     | 0    | 0     | —        | —        | 2       | 0       | —     | —     | 16       | 0        |
| Karrier összesen  | Karrier összesen | Karrier összesen   | 521  | 0     | 40   | 0     | 16       | 0        | 98      | 0       | 5     | 0     | 680      | 0        |

1. ↑  Egy pályára lépés az UEFA-bajnokok ligájában és nyolc az Európa-ligában
2. 1 2 3 4  Pályára lépések az Európa-ligában
3. ↑  Négy pályára lépés az UEFA-bajnokok ligájában és négy az Európa-ligában
4. 1 2 3 4 5  Pályára lépések az UEFA-bajnokok ligájában
5. ↑  Hat pályára lépés az UEFA-bajnokok ligájában és kettő az Európa-ligában
6. ↑  Öt pályára lépés az UEFA-bajnokok ligájában és öt az Európa-ligában
7. ↑  Pályára lépések az UEFA Konferencia Ligában

### A válogatottban
2020. október 13-án lett frissítve.
| Nemzet        | Év       | Pályára lépések | Gólok |
| ------------- | -------- | --------------- | ----- |
| Spanyolország | 2014     | 3               | 0     |
| Spanyolország | 2015     | 4               | 0     |
| Spanyolország | 2016     | 11              | 0     |
| Spanyolország | 2017     | 7               | 0     |
| Spanyolország | 2018     | 13              | 0     |
| Spanyolország | 2019     | 3               | 0     |
| Spanyolország | 2020     | 4               | 0     |
| összesen      | összesen | 45              | 0     |

## Sikerei, díjai
Atlético Madrid
- Európa-liga-győztes: 2010
- UEFA-szuperkupa: 2010

Manchester United
- Premier League-bajnok: 2012–13
- Community Shield-győztes: 2011 , 2013 , 2016
- FA-kupa-győztes: 2016
- Ligakupa-győztes: 2016–17, 2022–2023
- Európa-liga: 2016–17[75]

Spanyolország U17
- U17-es labdarúgó-Európa-bajnokság győztese: 2007
- U17-es labdarúgó-világbajnokság – ezüstérmese: 2007

Spanyolország U21
- U21-es Európa-bajnokság: 2011, 2013

Egyéni
- Premier League – Aranykesztyű: 2017–2018,[28] 2022–2023[67]
- Premier League az év csapatának tagja: 2012–2013,[76] 2014–2015,[77] 2015–2016,[78] 2016–2017,[79] 2017–2018[80]
- Premier League – A hónap játékosa: 2022. január[81]
- Premier League – A hónap védése: 2023. január[82]
- PFA – A rajongók hónap játékosa: 2014. november[83]
- Európa-liga – A szezon kerete: 2015–2016[84]
- FIFA FIFPro WorldXI: 2018[85]
- Sir Matt Busby-díj (az év Manchester United FC játékosa a szurkolók szavazásán): 2014, 2015, 2016, 2018[86]
- Manchester United – A játékosok év játékosa: 2013–2014, 2014–2015, 2017–2018, 2021–2022[87][87][88]
- U21-es Európa-bajnokság – A torna csapata: 2011, 2013[89]

## Külső hivatkozások
- David de Gea az UEFA adatbázisában (angolul)
- David de Gea adatlapja a worldfootball.net oldalon (angolul)
- David de Gea adatlapja a National-Football-Teams.com oldalon (angolul)

- David de Gear (angol nyelven). fifa.com. [2019. január 19-i dátummal az eredetiből archiválva]. (Hozzáférés: 2019. január 19.)